# The Best of Extreme - An Accidental Collication of Atoms?
The Best of Extreme - An Accidental Collocation of Atoms? è una raccolta del gruppo musicale statunitense Extreme, pubblicata il 15 febbraio 2000 dalla A&M Records.

## Tracce
1. Decadence Dance – 6:51 (dall'album Pornograffitti)
2. Rest in Peace – 6:04 (dall'album III Sides to Every Story)
3. Kid Ego – 4:04 (dall'album Extreme)
4. Get the Funk Out – 4:25 (dall'album Pornograffitti)
5. Tragic Comic – 4:46 (dall'album III Sides to Every Story)
6. Hip Today – 4:42 (dall'album Waiting for the Punchline)
7. Stop the World – 6:05 (dall'album III Sides to Every Story)
8. More Than Words – 5:36 (dall'album Pornograffitti)
9. Cupid's Dead (Horn Mix) – 5:56 (dall'album III Sides to Every Story)
10. Leave Me Alone – 4:49 (dall'album Waiting for the Punchline)
11. Play With Me – 3:31 (dall'album Extreme)
12. Hole Hearted – 3:41 (dall'album Pornograffitti)
13. Am I Ever Gonna Change – 6:58 (dall'album III Sides to Every Story)

## Formazione
- Gary Cherone – voce
- Nuno Bettencourt – chitarre, tastiere, cori
- Pat Badger – basso, cori
- Paul Geary – batteria, cori
- Mike Mangini – batteria in Hip Today e Leave Me Alone